# 27. People’s Choice Awards-gála
Az 27. People’s Choice Awards-gála a 2000-es év legjobb filmes, televíziós és zenés alakításait értékelte. A díjátadót 2001. január 7-én tartották a kaliforniai Shrine Auditoriumban, a műsor házigazdája Kevin James volt. A ceremóniát a CBS televízióadó közvetítette.

## Győztesek és jelöltek
Forrás:
| Az év új tévévígjátéka                                                                                                | Az év női előadója                                                                                                |
| --- | --- |
| - Ed - Bette - The Geena Davis Show                                                                                   | - Faith Hill - Shania Twain - Britney Spears                                                                      |
| Az év drámája | Az év vígjátéka                                                                                                   |
| - Halálsoron - Emlékezz a Titánokra! - A hazafi                                                                       | - Apádra ütök - Bölcsek kövére 2. – A Klump család - Horrorra akadva, avagy tudom, kit ettél tavaly nyárson       |
| Az év férfi tévés sztárja                                                                                             | Az év férfi előadója                                                                                              |
| - Drew Carey - The Drew Carey Show - Kelsey Grammer - Frasier – A dumagép - Ray Romano - Szeretünk Raymond            | - Garth Brooks - Ricky Martin - George Strait                                                                     |
| Az év együttese | Az év realityje                                                                                                   |
| - *NSYNC - Dixie Chicks - Alabama                                                                                     | - Survivor - Zsaruk - The Real World                                                                              |
| Az év női előadója új tévéműsorban                                                                                    | Az év női tévés sztárja                                                                                           |
| - Bette Midler - Bette - Jessica Alba - Sötét angyal - Geena Davis - The Geena Davis Show                             | - Jennifer Aniston - Jóbarátok - Calista Flockhart - Ally McBeal - Jenna Elfman - Dharma és Greg                  |
| Az év férfi filmsztárja                                                                                               | Az év vígjátékműsora                                                                                              |
| - Mel Gibson - A hazafi és Mi kell a nőnek? - Tom Hanks - Számkivetett - Denzel Washington - Emlékezz a Titánokra!    | - Jóbarátok - Frasier – A dumagép - Szeretünk Raymond                                                             |
| Az év drámaműsora | Az év női filmsztárja                                                                                             |
| - Vészhelyzet - Az elnök emberei - Esküdt ellenségek                                                                  | - Julia Roberts - Erin Brockovich – Zűrös természet - Meg Ryan - Női vonalak - Sandra Bullock - Beépített szépség |
| Az év vígjáték-sztárja                                                                                                | Az év férfi előadója új tévéműsorban                                                                              |
| - Jim Carrey - A Grincs - Adam Sandler - Sátánka – Pokoli poronty - Eddie Murphy - Bölcsek kövére 2. – A Klump család | - John Goodman - Normal, Ohio - Tom Cavanagh - Ed - Michael Richards - Ez nem az FBI                              |
| Az év új drámaműsora                                                                                                  | Az év filmje |
| - Sötét angyal - Boston Public - Gideon's Crossing                                                                    | - Halálsoron - A hazafi - Emlékezz a Titánokra!                                                                   |

## Fordítás
- Ez a szócikk részben vagy egészben  a(z)   27th People's Choice Awards című angol Wikipédia-szócikk fordításán alapul.  Az eredeti cikk szerkesztőit annak laptörténete sorolja fel. Ez a jelzés csupán a megfogalmazás eredetét és a szerzői jogokat jelzi, nem szolgál a cikkben szereplő információk forrásmegjelöléseként.